# Lida Abdul
Lida Abdul (Kabul, 1973) es una artista afgana de video y performance. En 1979, aún con su apellido familiar (Abdullah), salió del país huyendo de la invasión soviética. Como exiliada, vivió en India, Alemania y Estados Unidos.
Su obra ha sido presentada en la Bienal de Venecia de 2005, la Kunsthalle de Viena, el Museo de Arte Moderno de Arnhem, Países Bajos y Miami Cantral, el CAC Centre d'art contemporain de Brétigny y el Frac Lorraine Metz, Francia. También ha expuesto en festivales de México, España, Alemania, Uzbekistán, Kirguistán y Afganistán.

## Trayectoria
Abdul huyó de Afganistán en diciembre de 1979 ante la amenaza de la invasión soviética, lo que la convirtió en refugiada en la India, Alemania y los Estados Unidos. Es, por lo tanto, una artista nómada. La historia del conflicto ruso-afgano se remonta a 1838. La Rusia autocrática (y más tarde la URSS) tenía objetivos expansionistas y competía continuamente con Gran Bretaña por los territorios de Asia Central. Históricamente, los objetivos de Afganistán han sido la independencia, el mantenimiento del territorio y la seguridad del trono. Un objetivo que colisionó con el propósito de dos grandes potencias, Rusia y Gran Bretaña, de competir por el poder en el Medio Oriente. La Unión Soviética y Afganistán fueron aliados naturales durante la Segunda Guerra Mundial. La invasión soviética de Afganistán se considera el acontecimiento más importante de la Guerra Fría. La presencia soviética en Afganistán tuvo grandes repercusiones sobre la infraestructura del país. Las ciudades afganas, entre las que era notoriamente difícil viajar, fueron conectadas mediante un importante sistema de carreteras gracias a la ayuda soviética.
Abdul completó una Licenciatura en Ciencias Políticas en 1997 y una Licenciatura en Filosofía en 1998, ambas en la Universidad Estatal de California, Fullerton. También completó una Maestría en Bellas Artes en la Universidad de California, Berkeley, en 2000.
El video y el arte escénico de Abdul se describen como abstractos y oníricos. Utiliza técnicas cinematográficas como el desenfoque, para llevar a la mente a la evocación, y también una escala épica. Sus películas tienen una gran carga política y aluden a temas relacionados con la esperanza y la renovación para sugerir un futuro de progreso a su país natal, devastado por la guerra. Aunque Abdul fue convertida en refugiada en 1979, después de la invasión soviética, pudo regresar a Afganistán tras la caída de los talibanes para filmar y hablar con el pueblo afgano sobre sus esperanzas para el futuro. Se considera una artista nómada, ya que durante su infancia sufrió muchos desplazamientos de un país a otro que la mantuvieron alejada de su tierra natal. Abdul utiliza esos sentimientos y emociones como inspiración o motivación en su arte, películas que abordan temas de devastación, cultura del desplazamiento, identidad y cuerpos, con un fuerte comentario político.
Ha vivido y trabajado entre Los Ángeles y Kabul.

## Reconocimientos
El trabajo de Lida Abdul ha recibido varios premios, incluido el Premio de Taiwán en la Bienal de Venecia en 2005, el Premio Príncipe Claus en Ámsterdam y los Países Bajos en 2006, el Premio UNESCO para la Promoción de las Artes de los Emiratos Árabes Unidos en 2007 y el Premio EMAF en Osnabrück, Alemania en 2009, y ganó el Premio Finalista Mario 1, Fondazione Merz, Turín en 2015.

## Obra

### "La Casa Blanca" (2005)
Casa Blanca es un cortometraje rico en contenido político y una de las obras más conocidas de Abdul, que se exhibió en la Bienal de Venecia. La película muestra los escombros de un edificio clásico en un paisaje ambientado en las afueras de Kabul. La artista se filma vestida de negro, pintando los escombros de blanco. Un hombre entra en escena y Abdul pinta su espalda de manera similar. El cortometraje de cinco minutos termina con una manada de cabras explorando las ruinas. La película es rítmica y un símbolo de esperanza y progreso, así como un acto de resistencia política a diversas injusticias, como la rentable ocupación de Afganistán por parte de los Estados Unidos, el encubrimiento de la historia y el daño psicológico que sufre el pueblo afgano por vivir en una región devastada por la guerra.

### "La Cúpula" (2005)
Esta pieza posee un tono optimista que contrasta con trazos de angustia. Representa a un niño dando vueltas alegremente en una mezquita en ruinas, mientras un helicóptero estadounidense pasa por encima. El vértigo y el mareo pretende representar el desplazamiento debido a la guerra, la irracionalidad de los actos de guerra y la fuerza de la esperanza humana.

### "Árboles" (2005)
Se trata de un video documental en el que unos jóvenes comentan el motivo por el que pretenden talar un árbol que todavía está vivo y da frutos. Explican que fue escenario de numerosos ahorcamientos, por lo que tienen que destruirlo. Al final, los hombres cortan el árbol y se lo llevan.

### "Aplausos con piedras" (2005)
Es un video documental que muestra a un grupo de hombres vestidos de negro Shalwar Kameez realizando un ritual de oración frente a la roca de Bamiyán. En Bamiyán se conservan restos del antiguo Buda, destruido en 2001 por los talibanes.

### "Los vendedores de ladrillos de Kabul" (2006)
Vendedores de ladrillos de Kabul es una fotografía de niños pequeños en Kabul, cada uno de ellos rompiendo un ladrillo que le entrega a un hombre de cabello rebelde y expresión pintada. Aparecen muy serios: hay un sentido de adultez en la vida de cada uno de estos niños. Abdul comentó sobre esta obra: “Kabul está llena de niños que corren por las calles, pero si conocieras sus vidas te preguntarías cómo es posible que sigan adelante... cuando su risa desaparece”.

## Exposiciones y espectáculos
La obra de Lida Abdul ha aparecido en numerosas exposiciones individuales y colectivas en Oriente Medio, Europa y América del Norte.

### Exposiciones individuales
- Museo Nacional de Afganistán (Kabul, Afganistán, 2007)
- Museo de Arte Contemporáneo de Indianápolis (Indianápolis, EE. UU., 2008)
- Centro de Arte Contemporáneo OK (Linz, Austria, 2008)
- Museo de Arte Krannert (Champaign, Illinois, EE. UU., 2010)
- Centro de Arte Contemporáneo (Málaga, España 2013)
- Fundación Calouste Gulbenkian (Lisboa, Portugal, 2013)
- Galería de arte Foreman, Bishops University (Quebec, Canadá, 2013)
- Galería Giogrio Persano (Turín, Italia, 2013)
- Fundación Calouste Gulbenkian (París, Francia, 2014)
- Centro CAP (Lyon, Francia, 2015)

### Exposiciones colectivas
- Bienal de Venecia (2005 y 2015)
- Bienal de Moscú (2007)
- Feminismos Globales ( Museo de Brooklyn, Nueva York, EE. UU. 2007)
- Historia de la violencia (Museo de Arte de Haifa, Israel, 2009)
- Más allá de la memoria ( Museo de la Costura, Jerusalén, Israel, 2011)
- Documenta (13) (Kassel, Alemania 2012)
- Proyecto de Transición (Yapi Kredi Kültür Merkezi, Estambul, Turquía 2013)

## Temas
El arte de Abdul también aborda el problema de la representación del pueblo afgano en los medios masivos de comunicación occidentales. Es común que los medios occidentales sólo informen sobre Afganistán en contextos de terrorismo y guerra, de forma que el conocimiento público occidental no se extiende mucho más allá de esa imagen. A través de su arte, Abdul espera que los occidentales aprendan más sobre el pueblo y la cultura afganos.

### Etnicidad y lengua
Sus obras están impregnadas de identidad cultural, migración, daño psicológico, procesos de destrucción y desplazamiento e incluyen nociones de exilio y patria. Aunque es un país con un gobierno centralizado, no está unificado en cuanto a cultura, identidad nacional o idioma, aunque la lengua franca es el dari. Pocas personas que viven en Afganistán se describen a sí mismas como afganas, sino más bien como pertenecientes a una tribu específica que habita en la región y sus alrededores. Los grupos principales incluyen a los pastunes, tayikos, uzbekos y baluchis, cada uno de ellos diferenciado y sin un sentimiento fuerte de fronteras o identidad nacional. De hecho, pueden extenderse hacia países vecinos sin tener en cuenta fronteras.

### Terror y representación mediática
Algunas características son comunes a la mayoría de los afganos: la población musulmana sunita alcanza el 90%. Uno de los objetivos de las películas de Abdul es educar al público occidental acerca de la naturaleza de las culturas afganas y cómo difieren de las suposiciones que aluden a Afganistán y el pueblo afgano debido a los estereotipos que difunden los medios populares. Al reconocer la tendencia de los medios occidentales a pintar una imagen estereotipada de Afganistán, humaniza a través de su arte a personas que a menudo son demonizadas. Uno de esos estereotipos es la imagen de una nación invadida por la guerra y despojada por completo de su cultura. Sin embargo, incluso a la luz de la devastación, el pueblo afgano conserva el deseo de crear arte. Con las obras de Lida Abdul y otros artistas con su misma proyección, se le ofrece al público occidental una forma alternativa de ver Afganistán alejado de las representaciones del terror y las ciudades devastadas.

### Política
Afganistán tiene una orientación y una cultura más regional que centralizada, en parte debido a la falta de transporte que conecte los principales puntos de interés. Pese a ello, existe un sistema de carreteras que conecta las tres ciudades principales, construido con ayuda soviética.